# Amir Reza Khadem
Amir Reza Khadem, född den 10 februari 1970 i Mashhad, Iran, är en iransk brottare som tog OS-brons i welterviktsbrottning i fristilsklassen 1992 i Barcelona och därefter OS-brons i mellanviktsbrottning i fristilsklassen 1996 i Atlanta. Han är bror till den olympiske medaljören Rasoul Khadem.